# Ensemble des tombes de Koguryo
Cet article concerne les tombes situées en Corée du Nord. Pour les tombes situées en Chine, voir Capitales et tombes de l'ancien royaume de Koguryo.
Situé au sud de la Corée du Nord, l'ensemble des tombes de Koguryo s'inscrit dans un beau cadre paysager. Cet ensemble funéraire datant de l’époque du royaume de Koguryo, qui domine le nord de la Corée et l’est de la Mandchourie de 37 av. J.-C. à 668 apr. J.-C., a été inscrit en 2004 au patrimoine mondial de l'humanité par l'UNESCO. Les tombes, remarquables par leurs peintures murales, datent de la fin du royaume de Koguryo, l’un des plus puissants d’Extrême-Orient du Ve au VIIe siècle.

## Description
La région de Pyongyang (capitale à partir de 427), de Nampo et de Kangso comprend 63 tombes individuelles de la fin du royaume de Koguryo.
Ces tombes sont presque tout ce qui reste de cette culture. Parmi les 10 000 tombes de cette époque, seules 90 de celles qui ont été découvertes sont ornées. Ces tombes servaient aux rois et aux reines ainsi qu'à leur famille. Les peintures de certaines, comme la tombe d'Anak no 3, vivement colorées, offrent un point de vue unique sur la mythologie et la vie quotidienne de l’époque.
Dans cet ensemble, d'autres vestiges sont les tombes de Yaksu-ri et de Susan-ri, remarquables pour leurs peintures murales, les structures du tombeau du roi Tongmyong, mausolée du fondateur du royaume, la tombe des colonnes jumelles et les trois tombes de Kangso. Ils font aussi partie des trésors nationaux de Corée du Nord.
De nombreuses tombes ont été pillées durant la période d’occupation japonaise.

## Inscription au patrimoine mondial
Les critères suivants ont décidé de l’inscription au patrimoine mondial de l’humanité :
- les peintures murales sont des chefs-d’œuvre de la période de Koguryo et les tombes en elles-mêmes sont des preuves de l’ingéniosité des bâtisseurs d’alors ;
- les coutumes de Koguryo ont influencé tout l’Extrême-Orient, y compris le Japon ;
- les tombes offrent une source exceptionnelle de connaissances sur la culture de Koguryo, aussi bien en ce qui concerne la vie quotidienne que les coutumes funéraires ;
- les tombes de Koguryo sont un exemple important de la typologie funéraire humaine.

Un autre ensemble de tombes de Koguryo en Chine est également inscrit au patrimoine mondial de l'UNESCO, sous la dénomination « Capitales et tombes de l'ancien royaume de Koguryo ». Ce site comprend les vestiges archéologiques de 3 villes et 40 tombeaux : la ville de montagne de Wunu, la ville de Guonei et la ville de montagne de Wandu, 14 tombeaux impériaux et 26 tombeaux de nobles.